# Крива «число видів - площа»

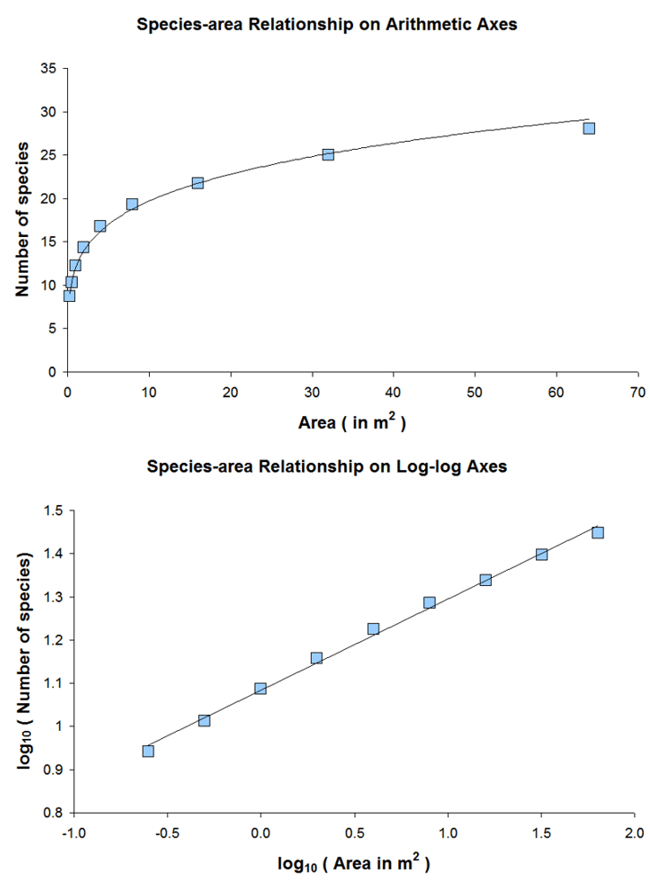
Крива «число видів — площа» для безперервного середовища проживання

Крива «число видів — площа» (англ. species-area curve) — крива, що зображує залежність числа зафіксованих на досліджуваній території видів від площі цієї території. Як правило, на більших за площею територіях проживає більше видів, й емпірично показано, що ця залежність доволі точно описується математичними функціями. Криві співвідношення «число видів — площа» найчастіше будують для певного типу організмів, наприклад для судинних рослин або всіх видів, що належать до одного і того ж трофічного рівня в межах угруповання. Крива «число видів — площа» подібна до кривої видового накопичення, однак інтерпретування цих двох кривих різне.
Екологами було запропоновано низку факторів що визначають параметри кривої «число видів — площа».
До цих факторів належать співвідношення імміграції до вимирання, динаміка системи «хижак — жертва», а також скупчення особин одного виду внаслідок обмеженого розповсюдження та неоднорідності середовища існування. Також вважається, що залежність числа видів від площі відповідає другому закону термодинаміки.
Однак також можливо, що, на противагу механістичним поясненням, ця залежність є лише результатом випадкового відбору.
Крива «число видів — площа» зазвичай апроксимують за допомогою простих математичних функцій.
На основі власних досліджень логнормального розподілу чисельності видів, Френк Престон ( en: Frank W. Preston) запропонував використовувати степенову функцію для опису залежності числа видів від площі. Якщо S — число видів, A — площа досліджуваної території і z — ухил функції, тоді степенева функція виглядає наступним чином:
{\displaystyle S=cA^{z}}
У цьому рівнянні c — вільний член функції, величина якого залежить від одиниці вимірювання площі і дорівнює числу видів на території розміром одна квадратна одиниця площі. Крива набуває вигляду прямої лінії після логарифмування лівої та правої частин рівняння:
{\displaystyle \log(S)=\log(cA^{z})=\log(c)+z\log(A)}
У свою чергу, Генрі Глізон запропонував напівлогарифмічну модель:
{\displaystyle S=\log(cA^{z})=\log(c)+z\log(A)}
де логарифмується лише права частина рівняння, тобто площа. Незалежно від обраної моделі, крива майже завжди має негативне прискорення (тобто має від'ємне значення другої похідної), якщо показані арифметичні значення числа видів і площі.
Вперше подібна закономірність була відзначена в 1902 р. швейцарським флористом П. Жаккаром, щоправда, стосовно не до біоценозів, а до окремих районів. У фітоценологію одним з перших в 1920 р. подібні криві ввів Ромель (англ. Romell). Крива широко застосовується для визначення площі опису мінімального ареалу, максимального ареалу і т. д. Існують різні теоретичні моделі, що дозволяють з тією чи іншою мірою точності описати ці криві математично і пояснити їх екологічно.

## Виноски
1. 1 2  Preston, F.W. 1962. The canonical distribution of commonness and rarity: Part I. Ecology 43:185–215 and 410—432.
2. ↑  Rosenzweig, M.L. 1995. Species Diversity in Space and Time. Cambridge University Press, Cambridge.
3. ↑  MacArthur and Wilson. 1967. The Theory of Island Biogeography. Princeton University Press: Princeton, NJ.
4. ↑  Brose, U., A. Ostling, K. Harrison, and N.D. Martinez. 2004. Unified spatial scaling of species and their trophic interactions. Nature 428:167–171.
5. ↑  Green, J.L. and A. Ostling. 2003. Endemics-area relationships: The influence of species dominance and spatial aggregation. Ecology 84:3090–3097.
6. ↑  Würtz, P. & Annila, A. (2008). Roots of diversity relations. J. Biophys. 2008: 1—8. doi:10.1155/2008/654672.{{cite journal}}:  Обслуговування CS1: Сторінки із непозначеним DOI з безкоштовним доступом (посилання)
7. ↑  Connor, E.F. and E.D. McCoy. 1979. The statistics and biology of the species–area relationship. American Naturalist 113:791–833.
8. ↑  Arrhenius, O. 1921. «Species and Area» J. Ecol. 9: 95–99